# Lönneberga församling
Lönneberga församling är en territoriell församling inom Svenska kyrkan i Smålandsbygdens kontrakt av Linköpings stift. Församlingen ingår i Aspelands pastorat och ligger i Hultsfreds kommun i Kalmar län.
Församlingskyrka är Lönneberga kyrka.

## Administrativ historik
Församlingen har medeltida ursprung.
Församlingen utgjorde till början av 1300-talet ett eget pastorat för att senare en tid vara annexförsamling i ett pastorat Vena och Lönneberga för att därpå till åtminstone 1561 vara moderförsamling i pastoratet Lönneberga och Hässleby för att därpå till 1992 utgöra ett eget pastorat. Från 1992 till 2014 var församlingen annexförsamling i pastoratet Hultsfred, Vena och Lönneberga. Från 2014 ingår församlingen i Aspelands pastorat.

## Kyrkoherdar
| Ämbetstid | Namn                            | Levnadstid | Övrigt                                                  |
| --------- | ------------------------------- | ---------- | ------------------------------------------------------- |
| 1341      | Gudmundus                       |            | Curatus                                                 |
| 1351–1367 | Gabriel                         |            | Curatus.                                                |
| 1380      | Michael                         | –1380      |                                                         |
| 1381–1406 | Laurentius                      | –1406      |                                                         |
| 1407–1419 | Olavus                          | –1419      |                                                         |
| 1420–1449 | Haquinus                        |            |                                                         |
| 1450–1458 | Jesperus                        | –1458      |                                                         |
| 1459–1489 | Laurentius                      | –1489      |                                                         |
| 1490–1518 | Nicolaus Canuti                 | –1518      | Curatus.                                                |
| 1522–1529 | Laurentius                      | –1529      | Prost.                                                  |
|           | Andreas Petri                   |            | Senare kyrkoherde i Norra Vi församling.                |
| 1540–1549 | Abrahamus Christmanni           | –1549      |                                                         |
| 1550–1576 | Birgerus Andreæ                 |            | Avsade sig tjänsten 1576.                               |
|           | Nicolaus Olavi Helsingius       |            | Senare kyrkoherde i Rappestads församling.              |
| 1578–1615 | Nicolaus Magni                  | 1540–1615  |                                                         |
| 1616–1662 | Suno Nicolai                    | 1576–1662  |                                                         |
| 1662–1697 | Nicolaus Petri Höök             | 1613–1697  |                                                         |
| 1698–1717 | Petrus Höök                     | 1654–1717  |                                                         |
| 1719–1729 | Isaacus Trivallius              | 1681–1733  | Senare kyrkoherde i Vårdnäs församling.                 |
| 1729–1759 | Henricus Rulin                  | 1691–1759  | Kontraktsprost.                                         |
| 1760–1767 | Jakob Runberg                   | 1723–1767  | Kontraktsprost.                                         |
| 1769–1790 | Petrus Kastman                  | 1724–1790  | Prost.                                                  |
| 1791–1822 | Jonas Kastman                   | 1754–1822  | Prost och kontraktsprost.                               |
| 1823–1829 | Axel Johan Strenow              | 1776–1851  | Senare kyrkoherde i Västra Stenby församling.           |
| 1830–1841 | Samuel Marcellus                | 1776–1841  |                                                         |
| 1842–1846 | Johan Constans Lundvall         | 1806–1846  |                                                         |
| 1847–1855 | Anders Peter Ekborn             | 1791–1857  | Avsatt 1855.                                            |
|           | Samuel Erik Kernell             |            | Senare kyrkoherde i Hägerstads församling.              |
| 1873–1887 | Per Johan Johansson             | 1833–1901  | Avsatt 1887.                                            |
| 1888–1893 | Johan Fredrik Wiström           | 1828–1893  |                                                         |
| 1894–1896 | Fredrik Wilhelm Leopold Kernell | 1857–1896  |                                                         |
| –1908     | Carl Johan August Magni         |            | Senare kyrkoherde i Horns församling, Linköpings stift. |
| 1909–     | Axel Edvard Ekberg              | 1856–      | Kontraktsprost.                                         |
| 1980–1984 | Johnny Törnkvist                | 1929–      | [ 7 ]                                                   |

## Organister och klockare
| Verksam   | Namn                   | Levnadstid | Övrigt                |
| --------- | ---------------------- | ---------- | --------------------- |
| 1727      | Sven Svensson          |            | Klockare              |
| 1739-1780 | Johan Sunesson         |            | Klockare              |
| 1793-1822 | Anders Sohlfeldt       | 1748-      | Klockare              |
| 1822-1858 | Anders Sohlfeldt       | 1784-1858  | Klockare              |
| 1858-1893 | Anders Magnus Svensson | 1822-1893  | Organist och klockare |